# KhalifaSat
KhalifaSat（ハリーファサット）（アラビア語：خليفةسات）は2018年に打ち上げられたアラブ首長国連邦の地球観測衛星。DubaiSat-3（ドバイサット）（アラビア語：دبيسات-3）とも呼ばれる。
アラブ首長国連邦政府が3機目に保有する人工衛星でもある。過去2機とは違い100%自国の技術者が全ての加工と組み立てを行った初の国産地球観測衛星であり国家の重要な事業と位置付けられている。